# Dariusz Lewandowski (piłkarz)
Dariusz Lewandowski (ur. 25 lutego 1965 w Kielcach) – polski piłkarz, występował na pozycji obrońcy. W I lidze rozegrał 237 meczów i strzelił dziesięć goli. W sezonie 1990/1991 wraz z Zagłębiem Lubin został mistrzem Polski.
Karierę piłkarską rozpoczynał w nieistniejącym już klubie z Kielc – Ateście. W 1985 roku trafił do Chrobrego Głogów, w którego barwach występował w II i III lidze. W przerwie zimowej sezonu 1989/1990 przeszedł do Zagłębia Lubin. Będąc jego graczem 8 kwietnia 1990 zadebiutował w I lidze w zremisowanym bezbramkowo spotkaniu przeciwko Legii Warszawa. W 1991 wywalczył ze swoim klubem mistrzostwo Polski. Następnie stał się jego podstawowym zawodnikiem i do sezonu 1996/1997 regularnie występował na boiskach najwyższej klasy rozgrywkowej.
W 1997 roku Lewandowski odszedł do Pogoni Szczecin, w której występował przez dwa sezony. W latach 1999–2002 reprezentował barwy RKS-u Radomsko, z którym w 2001 wywalczył awans do I ligi. Będąc graczem radomszczańskiego klubu po raz ostatni zagrał w najwyższej klasie rozgrywkowej – 5 maja 2002 wystąpił w przegranym meczu z Górnikiem Zabrze. Piłkarską karierę kontynuował później w Miedzi Legnica, Pogoni Staszów, Odrze Chobienia i polonijnych klubach w USA.